# Patrick Helmes
Patrick Helmes (ur. 1 marca 1984 w Kolonii) – niemiecki piłkarz występujący na pozycji napastnika.

## Kariera klubowa

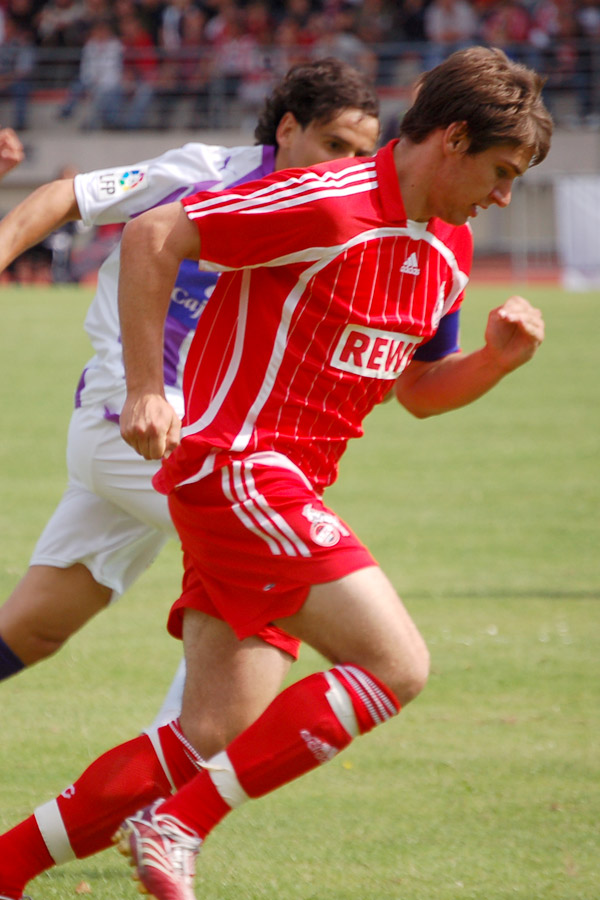
Patrick Helmes podczas przedsezonowego meczu

Patrick Helmes swoją piłkarską karierę rozpoczynał jeszcze jako dziecko, grając kolejno w TuS Alchen, SpVgg Bürbach oraz Sportfreunde Siegen. W wieku trzynastu lat zaczął trenować z juniorami drużyny FC Köln, jednak później powrócił do Sportfreunde. Swój pierwszy profesjonalny kontrakt w karierze podpisał z tą drużyną w 2003. W drugim sezonie pobytu w tym klubie (w rozgrywkach trzeciej ligi) Helmes zdobył 21 goli, czym przykuł się na siebie uwagę włodarzy lepszych niemieckich zespołów.
Ostatecznie trafił po raz drugi do FC Köln. Helmes w Bundeslidze zadebiutował w 2005, a pierwszego gola zdobył w meczu z Bayerem 04 Leverkusen, który był dopiero jego drugim występem dla ekipy z RheinEnergieStadion. Köln jednak spadło do drugiej ligi, a piłkarz stał się jednym z najważniejszych zawodników w drużynie i doprowadził swój klub na pierwsze miejsce w tabeli. Następnie doznał złamania nogi, co uniemożliwiło mu grę przez 4 miesiące. Podczas nieobecności Helmesa zespół grał słabo i utracił szansę na powrót do Bundesligi. Helmesem przed sezonem 2007/2008 interesowało się wiele niemieckich zespołów, jednak młody napastnik ostatecznie zdecydował się pozostać w Kolonii.
Latem 2008 po awansie Köln do pierwszej ligi odszedł na zasadzie wolnego transferu do Bayeru 04 Leverkusen. W sezonie 2008/2009 w 34 meczach zdobył 21 goli, co dało mu czwarte miejsce w klasyfikacji najlepszych strzelców za Grafite, Edinem Džeko i Mario Gómezem. Po zakończeniu ligowych rozgrywek Helmes zerwał wiązadła w prawym kolanie i musiał poddać się operacji. Do gdy miał powrócić na przełomie 2009 i 2010. W sezonie 2009/2010 zagrał tylko w 12 ligowych meczach, w tym 2 w podstawowym składzie. W 2013 roku w barwach Köln zagrał swój 300 oficjalny mecz w karierze.

## Kariera reprezentacyjna
Sześć tygodni po powrocie do treningów po złamaniu nogi, Joachim Löw zdecydował się powołać Helmesa do składu reprezentacji Niemiec, w której zadebiutował 28 marca 2007 w spotkaniu towarzyskim przeciwko reprezentacji Danii, zmieniając w 80. minucie Jana Schlaudraffa. Po raz pierwszy w wyjściowym składzie Helmes pojawił się 12 września w meczu z Rumunią na stadionie w Kolonii. 19 listopada 2008 w przegranym 1:2 towarzyskim spotkaniu z reprezentacją Anglii strzelił swoją pierwszą bramkę w barwach narodowych, wyrównując wynik meczu na 1:1.